# The Fat Boys
The Fat Boys är en amerikansk rapgrupp bildad 1982 som slog igenom i mitten av 1980-talet, bestående av Darren "The Human Beat Box" Robinson, Mark "Prince Markie Dee" Morales, och Damon "Kool Rock-ski" Wimbley. Gruppens namn var först Disco 3 men enligt vad som påstås tvingade deras manager att de bytte namn efter att de fått en nota på $350 från en hotellfrukost. Namnet passade bra då ett av deras kännetecken var deras stora kroppshyddor. Den första stora hiten blev låten Wipe Out med inga mindre än The Beach Boys. Låten The Twist (Yo Twist) från skivan Coming Back Hard Again, ett samarbete med Chubby Checker, blev en landsplåga i Sverige 1988. Skivan gick upp på andra platsen på engelska skivlistan, vilket då var den högsta positionen en rapskiva tidigare nått dittills. 
Tillsammans med Whodini, LL Cool J och Run D.M.C åkte The Fat Boys på den första stora hip-hop turnén kallad för The Swatch Fresh Fest. 
Gruppen blev kända och populära för sina versioner av gamla rock 'n' roll-låtar som The Twist, Jailhouse Rock och Louie Louie. Deras version av Are You Ready For Freddy användes som ledmotiv i en av Nightmare On Elm Street filmerna. De medverkade även själva i flera filmer bland annat Krush Groove från 1985 och Disorderlies från 1987. 
De uppträdde tillsammans med Chubby Checker på Nelson Mandelas 70-årsfirande på Wembley Stadium i juni 1988. 
Deras succé dalade med skivan On And On från 1989 som floppade och de lyckades aldrig återhämta sig efter den dåliga publicitet de fick då Darren Robinson dömdes för sexuellt ofredande av minderårig. 1995 fick Robinson diagnosen lymfödem och dog senare av en hjärtattack den 10 december samma år bara 28 år gammal. The Fat Boys planerade vid tillfället en comeback och hade börjat spela in ett nytt album.
Trots att The Fat Boys är relativt okända i Sverige har de, tillsammans med grupper som Public Enemy, Run D.M.C och N.W.A., haft ett stort avgörande inflytande på hip-hopen.

## Diskografi
- Fat Boys (Sutra 1984)
- The Fat Boys Are Back! (Sutra 1985)
- Big & Beautiful (Sutra 1986)
- Crushin' (Tin Pan Apple/Polydor 1987)
- Disorderlies (Original Soundtrack) (Tin Pan Apple/Polydor 1987)
- The Best Part Of The Fat Boys (Sutra 1987)
- Coming Back Hard Again (Tin Pan Apple/Polydor 1988)
- On And On (Tin Pan Apple/Mercury 1989)
- Mack Daddy (1991)